# آدام ویلر
آدام ویلر (انگلیسی: Adam Wheeler؛ زادهٔ ۲۴ مارس ۱۹۸۱) کشتی‌گیر اهل ایالات متحده آمریکا است.
وی در مسابقات کشوری و بین‌المللی در مجموع برندهٔ ۱ مدال برنز شده‌است.